# ソデイカ
ソデイカ（学名: Thysanoteuthis rhombus）は全世界の熱帯から亜熱帯水域にかけて生息するイカの一種である。成体で胴長約100センチメートル、体重は20キログラムほど、最高30キログラムにまで成長する大型の種である。T. rhombusの学名は本種の鰭を広げた長さが胴長とほとんど同じなため全体として菱型を成すところから来ている。
食用に供されるイカとしては最も大きいもののひとつである。日本海及び沖縄近海、伊豆大島、小笠原諸島近海域では商業的な漁獲が行われており、特に1990年代に入ってからは沖縄県や鹿児島県では基幹漁業となっている。市場ではアカイカの商品名で販売されることも多いが、標準和名がアカイカである種は別に存在する。

## 呼称
「ソデイカ」の和名は第3腕の保護膜を支える肉柱が分厚く、袖のように見えるところから来ている。別名としてアカイカ、メオトイカ、沖縄県のセーイカ、日本海沿岸のタルイカ、島根県のベニイカ、ドータリイカ、富山県のカンノンイカ、またオオトビイカ、ウシイカ、ダライカ、シンジュウイカなどが知られている。英語ではdiamond squidともいい、体形が菱形であることに由来している。

## 生物学的特徴

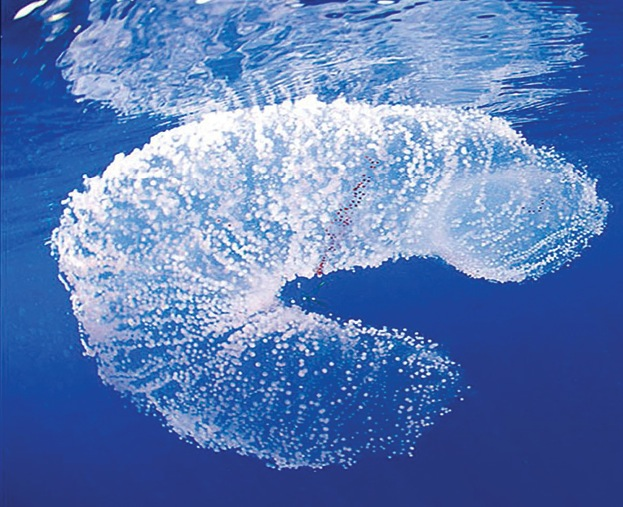
ソデイカの卵塊。

### 形態
ソデイカは食用イカとしては最大級に成長する種である。体は鮮やかな赤色をしており、筋肉質で砲弾のような紡錘形をしている。触手には2列、触腕には4列の吸盤があり発光器は持たない。頭部は胴よりやや小さく両側に開眼型の目を持つ。ソデイカは1科1属1種であり、特徴的な体型や袖状の保護膜から、他のイカと見間違うことは少ない。孵化直後の稚仔は無数の色素胞が特徴である。

### 生態
熱帯・亜熱帯海域を中心に生息するが日本近海のように暖流の流れる海域ではより高緯度にも分布し、国内では北海道の利尻島に本種が漂着した記録がある。水深0 - 250メートルに生息し、昼間は深みに留まり、夜間は餌を求めて海面近くまで昇る。大きな群れは作らず、2尾で泳いでいることが多く観察されることから前述の「心中イカ」、あるいは「夫婦イカ」のような異称がつけられたが、実際に釣り上げて調べてみると雌雄でない例も多い。平衡石や軟骨の解析から寿命は約1年と考えられている。ソデイカは暖海域では期年にわたってゼラチン質に包まれた卵塊を産み、1つの卵塊中には最大で7万6,000個の卵が含まれる。また本種は特定の産卵場を持たない。

### 食生
ソデイカはマイクロネクトンなどを中心とした小型生物を主に捕食するが、比較的大型の餌生物も積極的に捕食する。ソデイカは餌生物を口器で短冊状または断片状に噛み砕いて捕食するため生物体全形による胃内容物の同定は期待できないが、外洋域ではハダカイワシ科、ヨコエソ科などの比較的小型の浮遊性魚類、ハダカエソ科、シギウナギ科などの肉食深海性魚類の稚仔、サメハダホウヅキイカ科、ヤツデイカ科、ツメイカ科などの若体のイカ類やホタルイカモドキ科の成体のイカ類、アミダコ科などの外洋性無触毛タコ類が餌生物として報告されており、また日本海ではスルメイカとマイワシ、またホタルイカモドキ、ヤリイカ、その他イカ・タコ類断片、魚類断片などが胃内容物として報告されている。小笠原海域ではハダカイワシ類、ホタルイカ類などが胃内容物から確認されている。

## 利用

### 漁業

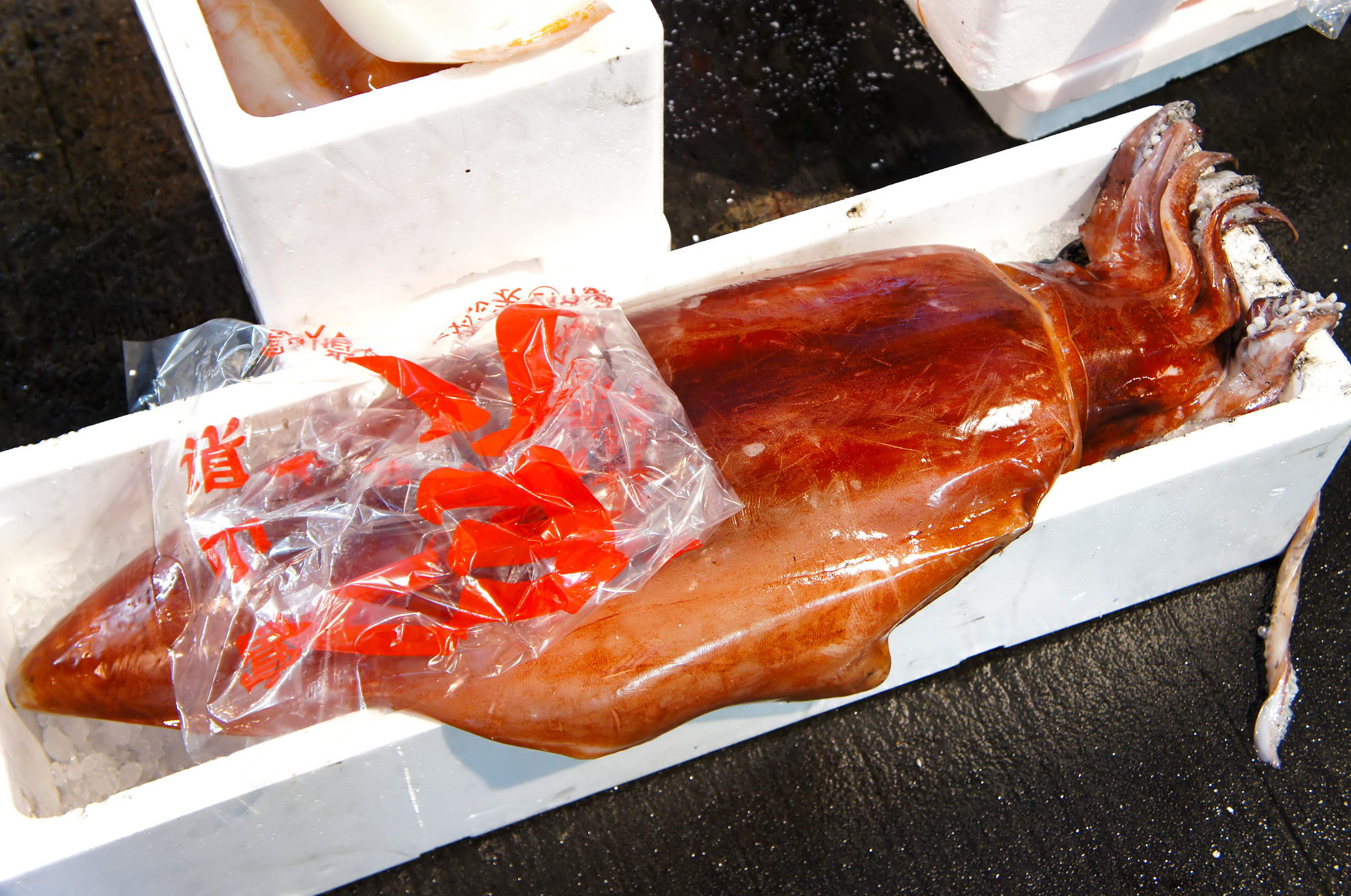
市場に並ぶソデイカ。

日本国内において、1960年代前半まで本種の利用は「イカ拾い」と呼ばれる漂着個体の採集や定置網による漁獲、あるいは集魚灯を用いた夜間操業による一本釣りが小規模に行われるのみに留まっていたが、兵庫県但馬地域の漁業者が樽や桶を浮きに使って、そこから疑似餌を付けた100メートルほどの糸を垂らして本種を釣り上げる「樽流し立縄漁法」を開発してから積極的な漁業利用が始まった。この漁法が但馬各地域で導入された結果、それまで利用度の低かったソデイカ資源は高度に活用されることなり、さらには漁法の伝播により他府県の日本海沿岸域や沖縄・鹿児島周辺海域、小笠原海域においても新規漁場開発が加速化された。2014年時点で日本国内の漁獲の約半分は沖縄で、次に、鹿児島県、兵庫県、鳥取県、京都府、福井県、島根県などが続く。
日本での事例に習い、ニューカレドニア、クック諸島、フィジーでソデイカ漁が試験的におこなわれている。また、モルディブでは水産省により主に若手漁業者向けにソデイカ用の延縄漁具が有償頒布されたほか、セントクリストファー・ネイビスでは海洋資源省により活用されていない漁業資源のひとつとしてソデイカ漁の能力開発ワークショップがおこなわれた。

### 調理
刺身が一般的であるが揚げ物、焼き物、炒め物と様々な料理に使える。生鮮なものはやや堅く大味であるが一度冷凍して解凍すると身が柔らかくなり、ねっとりとした食感と甘みが生まれて美味しい。価格も手頃なため、回転寿司などの外食店で使われることが多い。